# Mainfähre Fahr

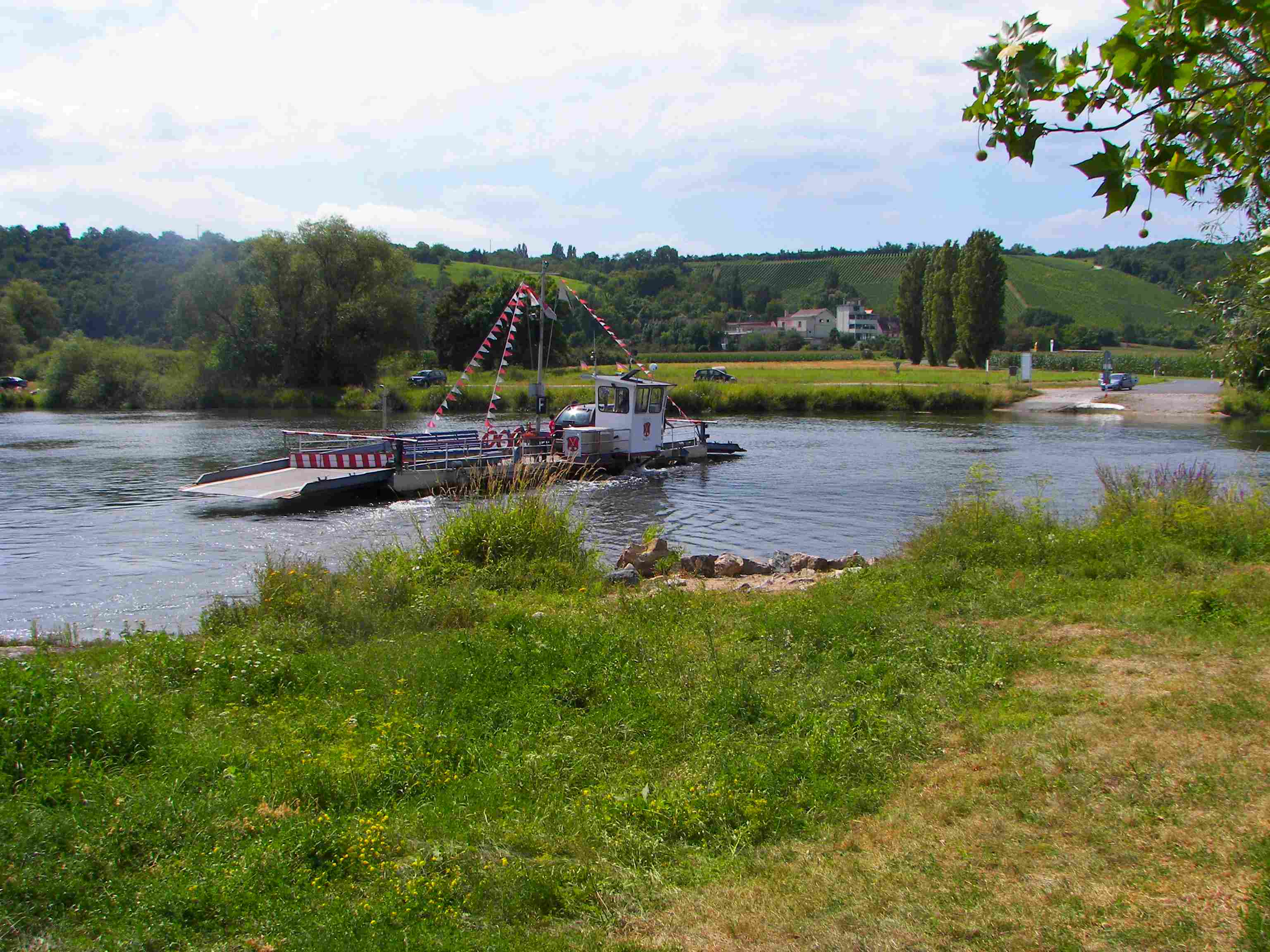
Die Fähre in Fahr am Main

Die Mainfähre Fahr ist eine frei fahrende Personen-, Radfahrer- und Wagenfähre auf dem Main, die ganzjährig zwischen dem Volkacher Ortsteil Fahr im unterfränkischen Landkreis Kitzingen und dem Eisenheimer Ortsteil Kaltenhausen im Landkreis Würzburg verkehrt.

## Geschichte
Die Geschichte der Fähre ist eng mit der des Ortes Fahr verbunden. Fahr war bereits in vor- und frühgeschichtlicher Zeit Verkehrsknotenpunkt der Mainschleife, hierauf weisen die zwei gekreuzten Ruder im Ortssiegel hin. Ebenso der sachbezogene Dorfname Fahr, als das Überfahren mit der Fähre, ist ein Anhaltspunkt auf die zentrale Bedeutung von Fahr und dem frühen Beginn des Fährwesens vor Ort.
Erstmals genannt wurde die Fähre allerdings erst am 5. September 1479. Ein Schiedsspruch des Hauger Stifts, Dorfherr über Fahr, organisierte die Fährrechte neu: Fortan sollten auch die Männer von Untereisenheim über den Main gebracht werden. In der Folgezeit verlieh das Stift das Fährrecht immer häufiger an den örtlichen Schultheiß und einen weiteren Bürger, beide mussten einen Zins an das Stift Haug zahlen.

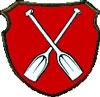
Das Fahrer Wappen mit den zwei gekreuzten Rudern weist auf die frühe Existenz der Fähre hin

Im Zuge der Säkularisation kam das Dorf an das Königreich Bayern. Die neuen Herren verkauften das Fährrecht bald darauf an Privatpersonen, sodass Philipp Scheuring aus Hirschfeld die Fähre im Jahr 1803 erhielt. Im Jahr 1825 erbten seine Söhne Kaspar und Georg Scheuring das Fährrecht. Die nächste Generation der Fährleute, Christoph Scheuring, kam im Jahr 1852 an das Recht, die Fähre im Dorf zu benutzen. Christoph Scheuring war der letzte seiner Familie, der das Fährrecht innehatte.
Die Mainkorrektion des Jahres 1865 führte dazu, dass sich an der Mainquerung Kiesinseln bildeten. Im Zuge des Deutschen Krieges 1866 wurden die Inseln entfernt. Zwei Jahre später, 1868, forderten die Fahrer Fährleute in einem Schreiben an die königlich-bayerische Regierung die Einrichtung einer fliegenden Brücke. Die Anzahl der Überfahrten hatte zuvor stark zugenommen und die Fährleute waren zusehends überfordert. Nach einigem Zögern erhielt Christoph Scheuring am 31. August 1869 die Genehmigung.
Im Jahr 1910, zwischen dem 20. Juni und dem 2. Juli, wurde die Bogtnachenfähre in eine Hochseilfähre umgewandelt. Dabei übernahm der Staat die Baukosten, wobei die Fährleute alle zukünftigen Reparaturkosten zu tragen hatten. Wiederum wurde die Fähre im Jahr 1928 erneuert. Der Fährer Michael Nicola bestellte bei der Bayerischen Schiffbaugesellschaft in Erlenbach am Main eine neue Fähre mit eisernem Schiffskörper.
Den Zweiten Weltkrieg überstand die Fähre ohne größerer Schäden, obwohl sie bei der Ausweitung des Bombenkrieges in den letzten Kriegsjahren häufiger Ziel von Angriffen gewesen ist. Nach dem Krieg stieg die Zahl von Überfahrten, insbesondere von Berufspendlern nach Würzburg, wieder an. Im Jahr 1957 ergab eine Untersuchung des TÜV gravierende Mängel an der Fähre, die umgehend zu behoben seien. Die Fährleute zögerten und der Fährbetrieb wurde in der Folgezeit eingestellt.
Die häufigen Beschwerden der Pendler und von Bauern, die Felder auf der anderen Mainseite besaßen, führten am 25. Februar 1958 zur Erteilung einer Fährgenehmigung an die Gemeinde Fahr. Bis Juli 1958 wurde ein neues Fährschiff angeschafft. 1960 wurde die Fähre umgebaut. Heute fährt die Fähre zwischen Fahr und Kaltenhausen ganzjährig, lediglich bei großen Hochwassern und Eisgang im Main bleibt sie geschlossen.

## Technik
Die Fähre in Fahr war im Laufe der Jahrhunderte mehreren Veränderungen unterzogen. Anhand der Fähre lässt sich auch die Perfektionierung der Flussüberquerung ablesen. Zu Beginn des 20. Jahrhunderts wurde die Nachenfähre in eine Hochseilfähre umgewandelt. Zuvor hatte jahrhundertelang ein einfacher Kahn die Menschen über den Main gebracht. Bereits 1869 war die Fähre mit einem Seil ausgestattet zu einer Gierseilfähre verändert worden.
Nun folgten schnell weitere Verbesserungen. 1928 kam eine eiserne Fähre an die Mainquerung. Das Boot war 14,5 m lang, 4,4 m breit und 1,1 m hoch. Im Jahr 1958 erhielt Fahr die noch heute pendelnde Fähre. Es handelte sich um ein 1945 hergestelltes Boot, das zuvor in Frickenhausen eingesetzt war. Zunächst war sie wiederum als Hochseilfähre gestaltet worden, 1960 wurde sie mit einem Motor ausgestattet und ist heute die einzig freifahrende Fähre an der Mainschleife.